# Xã Antelope, Quận Franklin, Nebraska
Xã Antelope (tiếng Anh: Antelope Township) là một xã thuộc quận Franklin, tiểu bang Nebraska, Hoa Kỳ. Năm 2010, dân số của xã này là 218 người.